# Iván Rodríguez del Pozo
Iván Rodríguez del Pozo (Alameda (Málaga), 30 de abril de 1996) es un futbolista español que juega en la demarcación de lateral derecho en las filas del Antequera C.F.

## Trayectoria
Es un lateral derecho formado en la estructura del Málaga CF. El 8 de diciembre de 2013, debutó con el Atlético Malagueño en Tercera División y más tarde, se convertiría en un fijo en el filial malagueño.
El 15 de abril de 2018, Iván Rodríguez debutó en Primera en Primera División contra el Real Madrid. Iván sería convocado por José González y entró por Ignasi Miquel, que se retiró por lesión. Sería el segundo jugador de la cantera que debutó en la Liga 2017-18.
Al término de la temporada 2017-18, consiguió ascender con el Atlético Malagueño a la Segunda División B. 
Tras realizar la pretemporada en verano de 2018 con el primer equipo, el lateral derecho alternó el primer equipo del Málaga CF para la temporada 2018-19, con sus participaciones con el filial en el Grupo IV de Segunda B.
El 20 de enero de 2020, la Sociedad Deportiva Ponferradina logró su cesión hasta final de temporada.
El 2 de enero de 2023, firma por el C. F. Rayo Majadahonda de la Primera Federación.
El 25 de agosto de 2023, firma por el Córdoba C. F. de la Primera Federación.
El 14 de julio de 2024, pasa a formar parte del Antequera C.F.

## Clubes
| Club                     | País   | Año         |
| ------------------------ | ------ | ----------- |
| Atlético Malagueño       | España | 2013 - 2018 |
| Málaga CF                | España | 2018 - 2020 |
| SD Ponferradina (cedido) | España | 2020        |
| SD Ponferradina          | España | 2020 - 2022 |
| C. F. Rayo Majadahonda   | España | 2023        |
| Córdoba C. F.            | España | 2023 - 2024 |
| Antequera C.F.           | España | 2024 - 2025 |